# Maruševec
Maruševec è un comune della Croazia di 6 692 abitanti della regione di Varaždin.